# 狼妻
《狼妻》這本書是擅長動物小說的作家沈石溪的著作，也是他的動物學家歷險故事系列的其中一個故事。由於作者在擁有動物王國之稱的雲南生活了二十八年多，因而對動物有深入的認識，故在他的故事裡都是以動物學家為主角。這本書總共有四個小故事，它們分別是：「狼妻」、「打開豹籠」、「血染的王冠」和「棕熊的故事」。曾獲「好書大家讀」之評介好書。

## 內容
以下為此書中的簡介。此書共有四個故事，分別是「狼妻」、「打開豹籠」、「血染的王冠」及「棕熊的故事」。 

### 狼妻

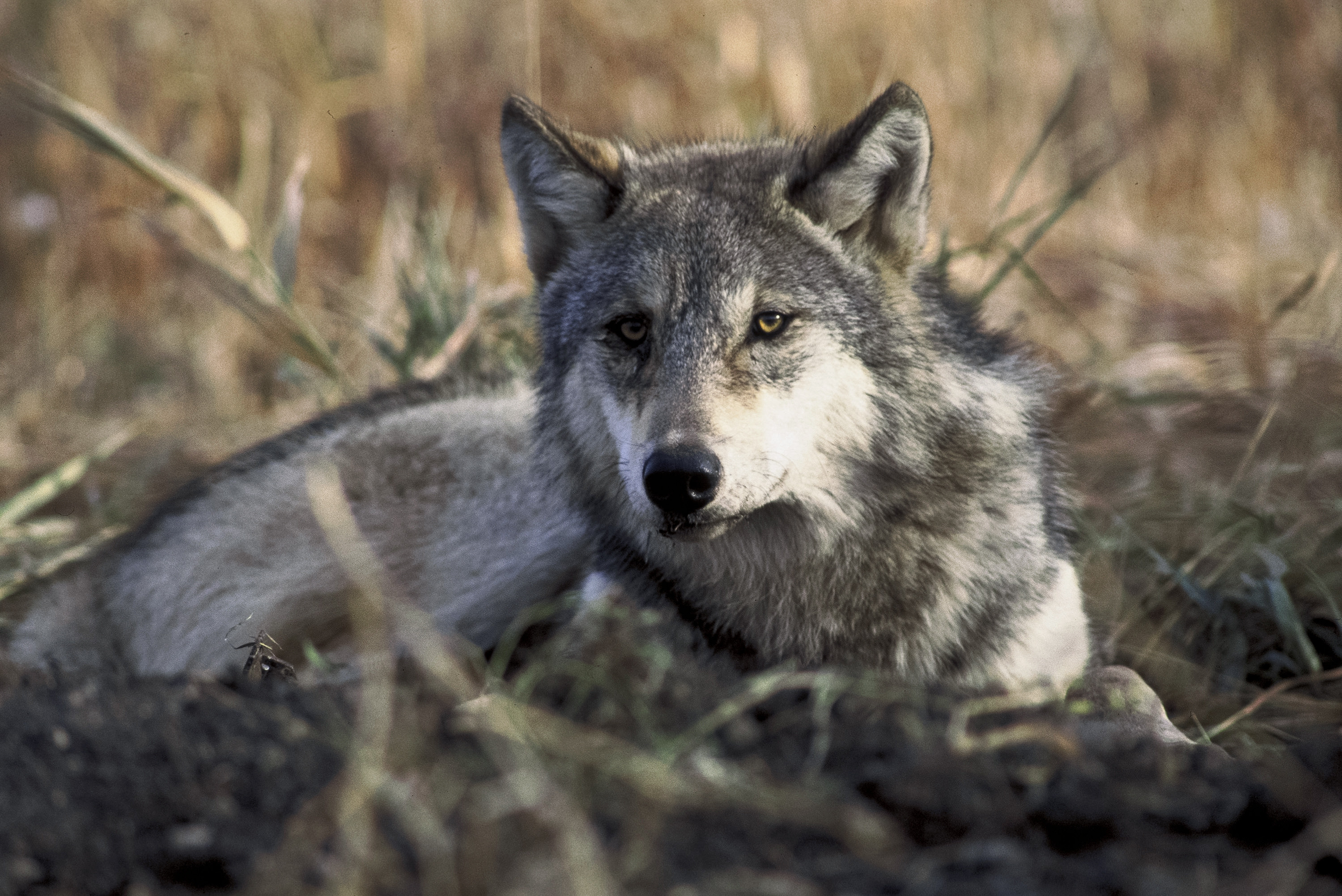
圖為一隻狼

在一個晚上，有一隻公狼死了，喪嚎了一聲。就在這個時候，有一位動物學家正在心血來潮，竟披上狼皮，混入狼的家庭裡，扮演大公狼這個角色，以揭開神秘狼族的生活祕密。而這隻懷胎的母狼在這個時候顯得非常虛弱，急需公狼的照顧。就是這樣，主角就混水摸魚這樣進了狼群，負起公狼的責任，早上到外捕獵（其實是回基地取食物再帶回巢穴裡），晚上照顧母狼和誕生不久的小狼。可是在幾個月後，這隻『公狼』的身份被揭穿了，結束了這幾個月來驚心動險的行動。
「狼妻」說的是一位動物學家心血來潮，披上狼皮，混入狼家庭扮演大公狼的角色，藉以揭開狼族的生活祕密。

### 打開豹籠

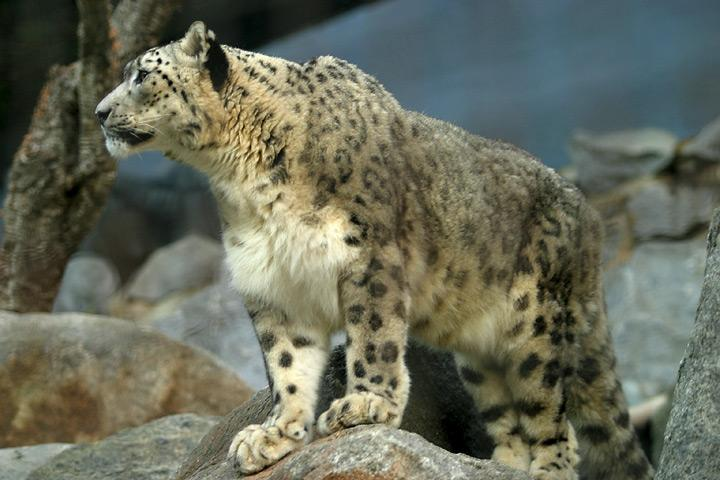
圖為一隻雪豹

主角發現紅崖羊總是被雪豹追殺，覺得他們很可憐，便把那凶殘的雪豹關起來，令紅崖羊的繁殖數量多起來。紅崖羊的首領是一隻老羊，沒甚麼特別，可是他的嗅覺和聽覺卻是最靈敏的。每次雪豹一到來，都是它預早警報，再帶領羊群跑向別的地方，躲過雪豹的攻擊。但是自從主角將雪豹關起來後，其他羊都認為首領沒有甚麼用處，便開始叛變。把原有的一個羊群分成了若干個小羊群。最後那位動物學家因為前紅崖羊的首領墾求他，終於決定打開豹籠，令一切恢復正常。最後主角數了一數，發覺現在紅崖羊的數量比原來的沒多沒少，剛好是66隻，明白到在自然裡如果沒有任何的困難，動物們就是個空殼而已。或許，在狹窄的納壺河谷裡，兩隻雪豹，六十六隻紅崖羊，是個最佳平衡點呢！

「打開豹籠」是說一位動物學家發現紅崖羊總是被雪豹追殺，覺得他們很可憐，便把雪豹關起來。紅崖羊的首領是一隻老羊，可是他的嗅覺和聽覺卻最靈敏，自從將雪豹關起來之後，其他羊都認為首領不怎麼厲害，便開始叛變，害整個羊群亂七八糟，最後這位動物學家終於決定打開豹籠，讓一切恢復正常。俗話說得好:「只有堅硬的岩石才能激起美麗的浪花。」就跟人類一樣，如果沒有任何的困難，人只不過是一具毫無意義的空殼罷了。

### 血染的王冠
這個故事講的是一群國家保護動物──金絲猴的故事。有一次一位動物學家救起了一隻被金絲猴群打到水裡的猴王，結果這群金絲猴開始亂了，每一隻猴子都開始互相打架。因為對生性好鬥的金絲猴群來說，任何一頂耀眼的王冠都是用血染紅的，如果有一頂王冠出於某種偶然的原因，沒有被鮮血浸染過，那麼可以斷言，這頂王冠終將會黯然失色。由於這隻猴王被救了起來，所以這頂王冠並沒有被血浸染過，最後這隻猴王為了群體的利益，痛苦的選擇了死亡。

### 棕熊的故事

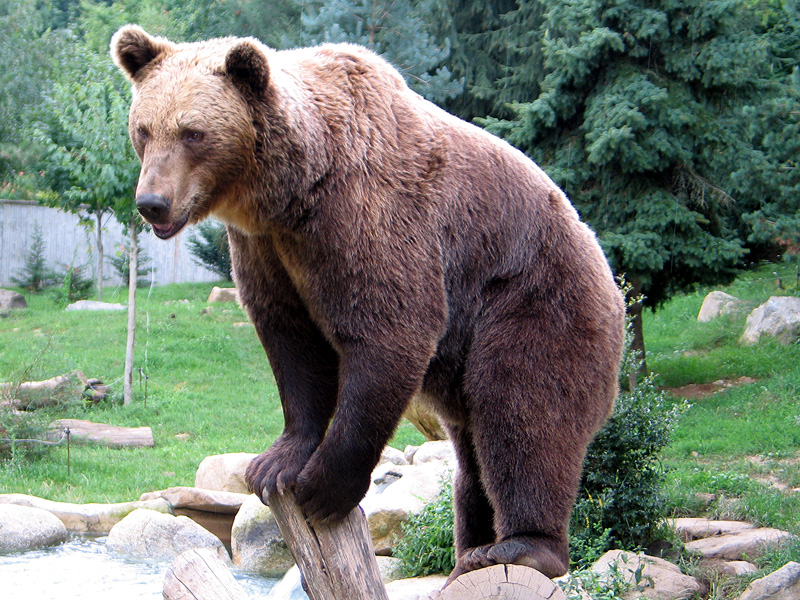
圖為一隻棕熊

一隻母熊在捕魚的時候，被獵人抓住。一位動物學家因為看到棕熊很久也沒回來，附近又有金絲貓在獵食，便帶了熊寶寶回家。後來母熊回到家後，發現熊寶寶不在，便立即找他。找到後，熊寶寶竟然不願跟母熊回去。根據書中的解釋，哺乳類動物擁有鏽定性記憶（印痕），即是說第一眼看見的事物就是牠認定的媽媽，第一眼看見的環境就是牠認定的家等等。就是因為這樣，熊寶寶就不肯離開這位動物學家的身邊。可是最後棕熊媽媽終於都死拖活拉的把熊寶寶帶走了。棕熊媽媽因此此很忌妒動物學家，並嘗試著要把他殺掉。有一次，棕熊媽媽遭到雪豹襲擊，大戰之後，雪豹死了，但棕熊媽媽也受了重傷，棕熊媽媽知道自己不行了，最後終於決定把熊寶寶託付給動物學家照顧。

## 角色簡介

### 強巴
他是一個藏族獵手，被沈石溪僱來當嚮導，警覺性高。是一個在山林闖蕩了三十多年的經驗豐富的獵人，不僅能聽懂不同各種動物的叫聲，而且對每一種動物
的生態習性很有認識。